# Wakulla (Carolina del Norte)
Wakulla es un lugar designado por el censo ubicado en el condado de Robeson en el estado estadounidense de Carolina del Norte. La localidad en el año 2010, tenía una población de 105 habitantes.

## Geografía
Wakulla se encuentra ubicado en las coordenadas 34°47′49.06″N 79°15′21.49″O / 34.7969611, -79.2559694. 